# Стантонвил (Тенеси)
Стантонвил (енгл. Stantonville) град је у америчкој савезној држави Тенеси.

## Демографија
По попису из 2010. године број становника је 283, што је 29 (-9,3%) становника мање него 2000. године.
| Група             | 2000.       | 2010.       |
| Белци             | 302 (96,8%) | 274 (96,8%) |
| Афроамериканци    | 0 (0,0%)    | 2 (0,7%)    |
| Азијати           | 0 (0,0%)    | 0 (0,0%)    |
| Хиспаноамериканци | 5 (1,6%)    | 6 (2,1%)    |
| Укупно            | 312         | 283         |